# 마리나 킬
마리나 킬(독일어: Marina Kiehl, 1965년 1월 12일~)은 독일의 은퇴한 알파인 스키 선수이다. 1988년 동계 올림픽에서 여자 활강 부문 금메달을 획득했다.